# 吉野高善
吉野高善（1898年5月15日—1965年11月4日），出生於日本沖繩縣竹富町小濱島，琉球姓氏為狄姓。為八重山群島地區的政治家，曾擔任八重山民政府知事。
先後畢業於沖繩縣立第二初級中學及臺北醫學專門學校（後併入臺北帝國大學附屬醫學專門部，今國立臺灣大學醫學院）。
1927年（昭和2年）回到八重山群島，並於石垣島開設醫院。
沖繩島戰役後，八重山地區人民為維持當地政府運作，自行成立八重山自治會，並被推舉擔任自治會副會長；自治會解散後，繼續擔任美軍設置的八重山支廳衛生部長，以及八重山民政府知事。
1950年的八重山群島政府知事選舉中，得票數輸給安里積千代未能繼續擔任群島政府知事。